# Thomas Ahrens
Thomas Ahrens, nemški veslač, * 27. maj 1948, Mölln, Nemčija.
Ahrens je bil krmar nemškega osmerca, ki je na Poletnih olimpijskih igrah 1964 v Tokiu osvojil srebrno medaljo.